# Wim Kustermans
Wim Kustermans (Brasschaat, 10 april 1990) is een Belgische voetballer die als doelman speelt. Hij verruilde in 2014 KFC Sint-Lenaarts voor KFC Dessel Sport.
Kustermans begon bij Excelsior FC Essen en doorliep de jeugdopleiding van het Nederlandse Willem II. In het seizoen 2009/10 was Kustermans tweemaal wisselspeler bij de Eredivisiewedstrijden van het eerste team; dit was op 22 november thuis tegen ADO Den Haag en op 28 november thuis tegen FC Twente. In het seizoen 2010/11 speelde hij voor VV Baronie uit Breda in de Topklasse Zondag. Kustermans keerde terug naar België en ging voor KFC Nieuwmoer spelen waarmee hij in het seizoen 2011/12 dertiende werd in de 1e provinciale Antwerpen. Hierna speelde hij twee seizoenen voor KFC Sint-Lenaarts in de Vierde klasse C. In 2014 ging hij naar KFC Dessel Sport dat uitkwam in de Tweede klasse. Daar werd hij snel de vaste doelman en hij speelde 56 wedstrijden in de Tweede klasse voordat Dessel na de herstructurering in het Belgische voetbal in 2016 in de Eerste klasse amateurs (derde niveau) kwam. In maart 2017 verlengde hij zijn contract tot medio 2019.